# Ivo (Musiker)
Ivo (* 1969 in Basel; bürgerlich Ivo Sidler) ist ein Schweizer Pop-Rock-Musiker.

## Leben
Ivos Eltern zogen kurz nach seiner Geburt in die 6500-Seelen-Gemeinde Stans in der Zentralschweiz, wo er seine Kindheit verbrachte. Seine musikalische Karriere begann früh: Bereits im Alter von fünf Jahren erhielt er Klavierunterricht. Nebst Klavier widmete er sich dem Schlagzeug sowie der Gitarre und spielte in diversen Coverbands. Nach und nach begann er, auch eigene Songs zu komponieren und zu singen.
Im März 2000 schliesslich erhielt Klaus „Major“ Heuser von BAP eine Demo-CD von Ivo und nahm ihn daraufhin bei seinem eigenen Plattenlabel Festplatte unter Vertrag. Zwei Jahre später reiste Ivo in die Vereinigten Staaten von Amerika, um mit Neil Dorfsman (u. a. Produzent von Bruce Springsteen und Bob Dylan) in Woodstock, New York sein Debüt All in All aufzunehmen. Noch im selben Jahr begleitete er Lisa Stansfield auf ihrer Europatournee als Supporting Act und spielte so zum ersten Mal auf den ganz grossen Bühnen Europas.
Nur ein Jahr später begleitete Ivo Shakira während ihrer gesamten 2003er Europatournee Tour of the Mongoose als Vorgruppe.
Die Singles New Day (2003/Top 20) und She’s the Reason (2006/Top 20) gehörten im Jahr ihres jeweiligen Releases schweizweit beide zu den meistgespielten Schweizer Songs. New Day erreichte überdies in den deutschen Airplay-Charts die Top 100, während insgesamt sechs weitere Single-Releases weit oben in den Schweizer Airplay-Charts zu finden waren, wie zum Beispiel All in All (2003/Top 40), I Will (2003/Top 80), Right Now (2004/Top 40), Somebody New (2006/Top 60) und Hold On (2006/Top 30).
Im Januar 2009 erschien das neue Album von IVO, Live & Acoustic, das während eines Auftritts im Casineum Club im Grand Casino Luzern im April 2008 aufgezeichnet wurde. Die Single-Auskopplung I Will Bleed for You (2009/Top 70) geniesst seit dem Release im Januar 2009 viel Airplay auf beinahe allen Schweizer Radiostationen. Am 1. Mai 2009 wurde zudem die zugehörige Live-DVD Live & Acoustic veröffentlicht.
Im Juli 2009 gewann IVO als erster Schweizer den renommierten Baltic Song Contest in Schweden.

## Diskografie

### Alben
- 2002 All in All
- 2006 Closer
- 2007 Come Closer - Live
- 2009 Live & Acoustic
- 2014 Ivo

### Singles
- 2003 New Day
- 2003 All in All
- 2004 Right Now
- 2006 She’s the Reason
- 2009 I Will Bleed for You

### DVDs
- 2009 Live & Accustic Live at Casineum Luzern, Switzerland